# Peter Baltes
Peter Baltes (Solingen, 4 aprile 1958) è un bassista tedesco.
È lo storico bassista del gruppo tedesco heavy metal Accept, di cui è stato membro per ben 26 anni. Con tale gruppo Peter ha pubblicato 17 album, vendendo circa 30 milioni di copie di dischi. Egli ha collaborato anche con altri gruppi come i Dokken, il progetto solista di Don Dokken e il progetto solista di John Norum.
Lo stile di Peter portò alla nascita di nuovi generi musicali durante gli anni '70, '80 e '90, fatto che rese la sua figura, come quella di tutti i membri degli Accept, immortale per il genere heavy metal.

## Curiosità
- Peter suonò il basso nell'album dei Dokken, Breaking the Chains, del 1983 e registrò parti vocali per l'album degli Scorpions "Savage Amusement".
- Egli si è esibito al Monsters of Rock del 1984.
- È stato votato miglior bassista (#1 bass player) nella rivista Burn Magazine nel 1985.
- È stato votato best bass player in Europe da Metal Hammer nel 1985.
- Peter vive attualmente in Pennsylvania dove è membro attivo del Christian Life Center.
- Ha due figli, Zen e Sebastian.

## Discografia

### Con gli Accept

#### Album in studio
- 1979 - Accept
- 1980 - I'm a Rebel
- 1981 - Breaker
- 1982 - Restless and Wild
- 1983 - Balls to the Wall
- 1985 - Metal Heart
- 1986 - Russian Roulette
- 1989 - Eat the Heat
- 1993 - Objection Overruled
- 1994 - Death Row
- 1996 - Predator
- 2010 - Blood of the Nations
- 2012 - Stalingrad (Brothers in Death)
- 2014 - Blind Rage
- 2017 - The Rise of Chaos

#### Album live
- 1985 - Kaizoku-Ban
- 1990 - Staying a Life
- 1992 - Live in Japan
- 1997 - All Areas - Worldwide Live
- 1998 - The Final Chapter

#### EP
- 2002 - Rich & Famous

### Con i Dokken
- 1983 - Breaking the Chains
- 1999 - The Very Best of Dokken

### Con Don Dokken
- 1990 - Up from the Ashes

### Con John Norum
- 1992 - Face the Truth
- 1996 - Worlds Away

### Con Wolf Hoffmann
- 1997 - Classical